# Арема (футбольный клуб)
Арема Кронус — индонезийский футбольный клуб из Маланга (Восточная Ява), выступающая в высшем дивизионе чемпионата Индонезии (ISB A).

## История
Основанный 11 августа 1987 года клуб первоначально назывался «Аремада» и «Арена-86». Основателями клуба были Ован Тобинг, Асуб Заенал и Дирк Сутрисно. Первым тренером стал Синьо Алиандо. По знаку Зодиака команда получила прозвище Львы (Singo). В 1993 году команда выигрывает чемпионат полупрофессиональной лиги Галатама. В дальнейшем несколько сезонов клуб борется с финансовыми проблемами, команда «регулярно» меняет спонсоров и руководство. Наиболее крупными достижениями становится победа в Премьер-лиге в 2004 году, выигрыш двух (2005, 2006) Кубков Индонезии и выигрыш молодёжного кубка Соэратин.
В 2009 году клуб в очередной раз сменил хозяина. И тренерский штаб, под руководством голландского тренера Роберта Альбертса, привёл команду к золоту индонезийской Суперлиге. Эта победа дала возможность «Ареме» дебютировать в Лиги чемпионов АФК. Путь в турнире начался и закончился на групповом уровне. В шести играх «Арема» набрала лишь одно очко, сыграв дома вничью с китайским ФК «Шаньдун Лунэн». Всего два мяча забили индонезийцы своим соперникам и при этом пропустили целых 22 мяча.
23 августа 2022, клуб заключил сделку со спонсором Bola88.fun. В результате давки на стадионе в Маланге 1 октября 2022, погибло 135 фанатов, клуб был оштрафован на 250 миллионов Rp. (малайзийских ринггитов). 29 октября 2022 года владелец клуба, Гиланг Видя, ушёл в отставку.

## Производители формы
- Puma (2007-09)
- Diadora (2009-10)
- Lotto (2010-11)
- Umbro (2011-12)
- Joma (2013-14)
- SPECS (2015-наст.вр.)

## Достижения
- Суперлига Индонезии

 — 2010 

 — 2011, 2013
- Кубок Индонезии

 — 2010
- Премьер-лига Индонезии

 — 2012
- Первый дивизион чемпионата Индонезии

 — 2004
- Любительская футбольная лига Индонезии

 — 1999

## Аремания
Футбольный клуб «Арема» имеет самую большую армию фанатов (свыше 50 тысяч человек), которая называется Аремания. Аремания была основана ещё в 1997 году. В 2006 году Аремания была отмечена специальной наградой Федерации футбола Индонезии. В 2014 году на матче против «Персиба», болельщики развернули баннер площадью 15 000 м². Клуб имеет свой сайт (aremania.com).